# Kertész János (fizikus)
Kertész János (Budapest, 1950. december 22. –) Széchenyi-díjas magyar fizikus, egyetemi tanár, a Magyar Tudományos Akadémia rendes tagja. A statisztikus fizika, a rendezetlen rendszerek és a fraktálok neves kutatója. 2001 és 2012 között a Budapesti Műszaki és Gazdaságtudományi Egyetem Fizikai Intézetének igazgatója. A CEU professzora.

## Életpályája
1971-ben kezdte meg egyetemi tanulmányait az Eötvös Loránd Tudományegyetem Természettudományi Karának fizika szakán, ahol 1976-ban szerzett fizikus diplomát. 1980-ban védte meg egyetemi doktori disszertációját Geszti Tamásnál. Diplomájának megszerzése után az MTA Műszaki Fizikai Kutatóintézet ösztöndíjasaként kezdett el dolgozni. 1978-tól tudományos segédmunkatársi, 1979-től munkatársi, 1989-től pedig főmunkatársi rangban kutatott az intézetben. 1991-ben tudományos tanácsadói megbízást kapott, majd 1993-ban távozott az intézettől. Ebben az időszakban DAAD-, illetve Humboldt-ösztöndíjjal kutatott a Kölni Egyetemen (1980–1981, 1989–1991), valamint vendégkutató volt a Müncheni Egyetemen (1982–1983). 1992-ben a Budapesti Műszaki Egyetem (BME, később: Budapesti Műszaki és Gazdaságtudományi Egyetem) Természettudományi Karának Fizikai Intézetéhez került tudományos tanácsadói rangban. Egyben az intézet helyettes igazgatójává, egy évvel később egyetemi tanárrá is kinevezték. 1995-ben az elméleti fizika tanszék vezetésével bízták meg. 1998-ban a Helsinki Műszaki Egyetemen külső professzori címet kapott, majd 2001-ben a BME Fizikai Intézete igazgatójává nevezték ki. Tanszékvezetői megbízásáról 2007-ben mondott le. Az intézetet 2012-ig vezette. Ugyanebben az évben a Közép-európai Egyetem professzorává is kinevezték. 1997 és 2000 között Széchenyi professzori ösztöndíjjal kutatott. 2020-ban emeritálták.
1989-ben védte meg akadémiai doktori értekezését. A Statisztikus Fizikai Bizottságnak lett tagja. A bizottság titkára volt 1993 és 1997 között, majd 2001-ig elnöke. 1997 és 2000 között a Magyar Tudományos Akadémia közgyűlési képviselője volt, majd 2001-ben megválasztották az MTA levelező, 2007-ben pedig rendes tagjává. 1990 és 1994 között a Journal of Physics A, 2001 és 2004 között a Fluctuations and Noise Letters című tudományos szakfolyóiratok szerkesztőbizottságában dolgozott. Emellett 1990-től a Physica A, valamint 1992-től a Fractals szerkesztőbizottságában vesz részt.

## Munkássága
Kutatási területe a statisztikus és a számítógépes fizika, ezen belül a rendezetlen rendszerek, a fázisátalakulások, a fraktálok és a szemcsés anyagok vizsgálata. Foglalkozik a hálózatkutatás és a gazdaságfizika kérdéseivel is.
Jelentős eredménye a perkolációs rendszerek kritikus paramétereinek meghatározása. Ezzel kapcsolatban kimutatta, hogy a kölcsönható rendszerben a nagy cseppek felületi feszültsége éles átmentettel tűnik el a kritikus pont megkerülésénél. Sikerült tisztáznia a zaj növekedési folyamatokban játszott szerepét és ezt felhasználva olyan eljárást dolgozott ki, amely a zaj ellenőrzését célozza meg.
A szemcsés anyagok vizsgálatának elősegítésére több modellt, illetve algoritmust dolgozott ki, valamint a közlekedési sejtautomata modelleket felhasználva sikerült a torlódási–szabad áramlási átmenet természetét feltárnia.
Több mint kétszázöt tudományos publikáció szerzője vagy társszerzője.

## Díjai, elismerései
- Novobátzky Károly-díj (1986)
- Akadémiai Díj (1989, megosztva)
- Ipolyi Arnold-díj (2006, OTKA)
- Szent-Györgyi Albert-díj (2011)
- Széchenyi-díj (2014)

## Főbb publikációi
- Clusters for Random and Interacting Percolation (1983)
- Diffusion Limited Aggregation and Regular Patterns? Fluctuations versus Anisotropy (Vicsek Tamással, 1986)
- Surface Disordering: Growth, Roughening and Phase Transitions (szerk., 1992)
- Surface Growth: Rough and Smooth (könyvfejezet, 1997)
- Számítógépes statisztikus fizika: út a komplex rendszerek megértéséhez (2001)
- Preferencial Growth: Exact Solution of the Time Dependent Distributions (társszerző, 2001)
- Structural Transitions in Scale Free Networks (társszerző, 2003)
- Clustering and Information in Correlation Based Financial Networks (társszerző, 2004)
- Structure and Tie Strengths in Mobile Communication Networks (társszerző, 2007)